# Joan Bridge
Joan Bridge (* 13. März 1912 in Derbyshire, England; † 8. Dezember 2009 in Totteridge, London Borough of Barnet, London) war eine britische Kostümbildnerin, die einmal den Oscar für das beste Kostümdesign in einem Farbfilm sowie einen weiteren British Academy Film Award für die besten Kostüme gewann.

## Leben
Joan Bridge begann ihre Laufbahn als Kostümbildnerin in der Filmwirtschaft 1938 bei dem Kurzfilm Making Fashion und wirkte bis 1980 an der Herstellung von über 100 Filmen mit, wobei sie größtenteils als Farbberaterin für Filmaufnahmen im Technicolor-Verfahren arbeitete.
1966 erhielt sie zusammen mit Elizabeth Haffenden erstmals eine Nominierung für den British Academy Film Award (BAFTA Film Award) für die besten Kostüme für Die amourösen Abenteuer der Moll Flanders (1965) von Terence Young mit Kim Novak, Richard Johnson und Claire Ufland.
1967 erhielt sie einen Oscar für das beste Kostümdesign in einem Farbfilm mit Elizabeth Haffenden für Ein Mann zu jeder Jahreszeit (1966) von Fred Zinnemann mit Paul Scofield, Wendy Hiller und Leo McKern. Zugleich gewannen sie und Elizabeth Haffenden auch den BAFTA Film Award 1968 für die beste Kostüme in diesem Film.
Daneben erhielten beide 1968 eine weitere Nominierung für den BAFTA Film Award für die besten Kostüme in dem Musical-Film Half a Sixpence (1967) von George Sidney mit Tommy Steele, Julia Foster und Cyril Ritchard in den Hauptrollen.
Zuletzt war sie mit Anthea Sylbert und Annalisa Nasalli–Rocca 1979 abermals für den BAFTA Film Award für die besten Kostüme nominiert, und zwar für Julia (1977) von Fred Zinnemann mit Jane Fonda, Vanessa Redgrave und Jason Robards.

## Filmografie (Auswahl)
| - 1938: Making Fashion - 1939: Sons of the Sea - 1946: Irrtum im Jenseits - 1947: Die schwarze Narzisse - 1948: Königsliebe (Saraband for dead Lovers) - 1948: Die roten Schuhe - 1951: Glücklich und verliebt (Happy go lovely) - 1952: Eine verrückte Familie (Father's Doing Fine) - 1953: Der Titfield-Express (The Titfield Thunderbolt) - 1953: Saadia | - 1954: Duell im Dschungel (Duel in the Jungle) - 1954: Dunkelroter Venusstern (Le fils de Caroline Cherie) - 1955: Ladykillers - 1958: Davy - 1960: Der endlose Horizont - 1962: Das Geheimnis der grünen Droge (I Thank a Fool) - 1964: Deine Zeit ist um - 1973: The Homecoming - 1977: Julia - 1980: The Curse of King Tut’s Tomb (Fernsehfilm) |

## Auszeichnungen
- 1967: Oscar für das beste Kostümdesign
- 1968: BAFTA Film Award für die besten Kostüme